# Guerra civil romana (406-411)
La guerra civil romana entre los años 406 y 411 fue un conflicto bélico que enfrentó al gobierno del Imperio romano de Occidente frente al usurpador Constantino de Britania y a este, por su parte, con Geroncio, quien era su principal general.
Comenzó en otoño de 406 con la rebelión de las tropas imperiales estacionas en la diócesis de Britania quienes nombraron a tres usurpadores sucesivos, parece ser, ante la inactividad del gobierno de Honorio frente al peligro que suponía la llegada hasta la frontera del Rin de una gran masa de población —formada por alanos, suevos y vándalos— que había emigrado desde el norte del río Danubio. La reacción del gobierno imperial de Rávena ante la rebelión fue destinar al ejército de campo en la Galia al canal de la Mancha lo que, sin embargo, facilitó que los danubianos cruzaran el río la noche de fin de año de 406 y extendiesen la destrucción por las diócesis galas.
El último de los tres usurpadores —Constantino de Britania— cruzó el canal con las tropas en primavera de 407 y tanto el ejército como la aristocracia de la Galia se le unieron en masa al verlo como la única posibilidad de hacer frente a los invasores del Rin. Ante el fracaso de su estrategia, el gobierno de Rávena envió, ese mismo verano, un nuevo ejército al mando de Saro para intentar acabar con Constantino pero fue derrotado y tuvo que retirarse a Italia. El usurpador consiguió controlar la capital de la prefectura —Arlés— a inicios de 408 y tuvo bajo su mando toda la Galia donde optó por pacificar a los invasores bárbaros mediante acuerdos de asentamiento en el oeste y norte para poder, así, centrarse en su defensa ante otro posible ataque de Honorio y en controlar la diócesis de Hispania donde algunos parientes del emperador habían conseguido formar un ejército y rechazar un primer ataque de sus tropas.
El gobierno de Rávena no cesó en su intento de acabar con Constantino y para el verano de 408 había vuelto a juntar un gran ejército en Ticinum (Pavía) que planeaba unir a los visigodos de Alarico para, bajo el mando de este, dirigirse a la Galia y poner fin a la usurpación. Volvió a fracasar ya que las tropas se amotinaron e iniciaron una cadena de sucesos que llevó a la ejecución de Estilicón, la deserción de los soldados bárbaros que servían en el ejército italiano y a la invasión de la propia Italia por Alarico. De esta manera, para inicios de 409 Honorio no tuvo más remedio que reconocer oficialmente a Constantino como emperador quien, tras haber conseguido controlar la península ibérica, alcanzó así la cumbre de su poder.
Avanzado ese 409, Constantino comenzó a perder el control de sus territorios. Primero se rebeló la población de Britania ante el abandono en que habían quedado frente a ataques sajones mientras que en Armórica y las zonas donde se habían asentado los invasores del Rin, sus habitantes también formaron grupos de autodefensa que consiguieron expulsar a los invasores y a los funcionarios partidarios de Constantino. Los bárbaros optaron, entonces, por pasar a Hispania en otoño sin que las tropas estacionadas allí y dirigidas por Geroncio les hiciesen frente. Llegado el año 410, los invasores saquearon la península excepto la provincia de Tarraconense donde se situaban las tropas comandadas por Geroncio quien, en lugar de luchar contra ellos, se centró en rechazar el intento de Constantino para destituirle; nombró a un emperador alternativo Máximo y derrotó a las tropas que llegaron al mando de Constante.
Para inicios de 411 Constantino, con un ejército gravemente mermado, solo controlaba el este de la Galia y la frontera del Rin lo que fue aprovechado por Geroncio para invadir su territorio donde, primero, detuvo en Vienne a Constante quien intentaba llegar al norte para traer más tropas y luego sitió en Arlés al propio Constantino que solo pudo esperar a que su general Edobico volviese desde la frontera del Rin con un nuevo ejército formado por mercenarios francos. Para entonces, el gobierno de Rávena y las tropas de Italia estaban bajo el control de Flavio Constancio, un militar con talento quien aprovechó la muerte de Alarico y que los visigodos se encontraban en el sur de la península para dirigirse a la Galia y acabar con el usurpador. Esta vez, Honorio tuvo éxito ya que su general consiguió que las tropas de Geroncio le abandonasen y se cambiasen de bando de tal manera que continuó él con el asedio. También pudo derrotar a Edobico cuando este llegó con el ejército de refuerzo y eliminó la última posibilidad de Constantino para resistir lo que llevó a este a rendirse finalmente. Fue ejecutado de camino a Rávena junto a otro de sus hijos y su cabeza paseada por la ciudad mientras que Geroncio cayó asesinado por sus propios soldados cuando regresó a Tarraco. Máximo, por su parte, optó por huir y refugiarse entre los invasores de Hispania.
Las consecuencias de esta guerra civil para el Imperio occidental fueron desastrosas ya que dificultó gravemente su defensa frente a las dos grandes invasiones que sufrió durante esos años: la del Rin y la de Italia. Tampoco retornó la normalidad a las provincias galas porque, al poco de volver sus tropas a Italia, un nuevo usurpador —Jovino— consiguió proclamarse emperador con éxito. El ejército, por su parte, sufrió un gran desgaste de tal manera que sus efectivos móviles se redujeron gravemente lo que impidió a Flavio Constancio acabar completamente con los invasores quienes lograron formar sus propios reinos dentro del territorio imperial y dieron inicio, con ello, al proceso de su caída.

## Estallido

### Rebelión del ejército en Britania
Entre septiembre y octubre del año 406 se inició una rebelión entre las tropas romanas estacionadas en la diócesis de Britania, las cuales, habían sido recientemente reforzadas con la incorporación de unidades experimentadas formadas por la élite de los guerreros que siguieron a Radagaiso y con ello alcanzado un volumen de efectivos suficiente para aclamar a un emperador propio. Lo hicieron con una sucesión de usurpadores: Marcos al que dieron muerte, al poco, para elegir en su lugar a Graciano que se mantuvo en el poder hasta la primavera de 407 cuando, también, lo asesinaron para sustituirlo por Constantino. Los motivos de esta rebelión nunca han estado claros y son dos las explicaciones que se toman por factibles.

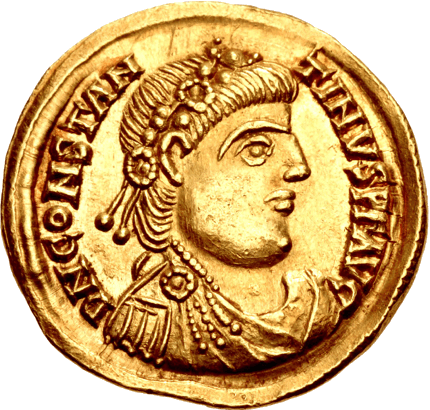
Sólido con la imagen de Constantino de Britania.

Por un lado se piensa que fueron las dificultades en el pago de sus salarios lo que llevó a los soldados a rebelarse. Proclamarían emperador a Marcos quien sería, en ese momento, el comes Britanniarum  y su falta de éxito para conseguir el dinero les llevó a asesinarle y elegir a un civil: Graciano, quien tendría una importante influencia en los gobiernos municipales y que tuvo que tener éxito en conseguir el dinero necesario para contentar a los soldados ya que se mantuvo varios meses hasta la primavera del año siguiente cuando, aislados del resto del imperio por la invasión de la Galia, las tropas le dieron muerte y eligieron, en su lugar, a un militar: un soldado raso llamado Constantino para, bajo su mando, pasar al continente y enfrentarse a los invasores.
El otro enfoque considera que lo que llevó al ejército de Britania a elevar a un emperador propio fue la amenaza de invasión que se cernía sobre la vecina Galia. En el verano de 406 un gran conglomerado de tribus bárbaras procedentes del área danubiana llegó hasta el Rin. Los aliados francos que debían impedir el paso hasta la frontera de otras tribus fallaron en su cometido y sufrieron una estrepitosa derrota que permitió a los recién llegados acampar frente al río con el peligro que esto suponía para las defensas romanas que, a todas luces, eran insuficientes para detener a una masa humana que un estudio moderno estima en unos 200 000 individuos de los que cerca de 50 000 serían guerreros. Ante la falta de medidas del gobierno imperial frente a esta amenaza, los soldados temieron quedar aislados si se producía una invasión y decidieron actuar por su cuenta de tal manera que proclamaron a una serie de usurpadores.

### Primera reacción del gobierno imperial

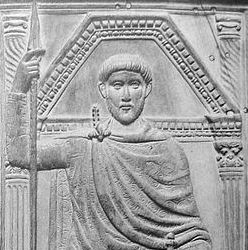
Imagen de Estilicón. Priorizó el enfrentamiento contra el Imperio oriental frente a la defensa de la Galia ante la amenaza de una gran invasión bárbara. Esto llevó a las tropas britanas a rebelarse y su reacción fue enviar a los comitatenses al canal de la Mancha para acabar con la rebelión lo que facilitó la invasión del Rin.

En el verano de 406 llegaron al gobierno imperial en Rávena las primeras noticias sobre la aproximación de la coalición bárbara a la frontera del Rin y poco después —en otoño— las de la rebelión del ejército en Britania. En ese momento el emperador era Honorio pero la personalidad dominante dentro del gobierno era el magister militum Estilicón. Este había conseguido rechazar con éxito varias invasiones de Italia durante los años anteriores y ahora había vuelto a su objetivo de recuperar las diócesis de Dacia y Macedonia que habían quedado en posesión de la mitad oriental tras la partición del imperio a la muerte de Teodosio I en 395. El general consideraba de vital importancia su control ya que eran el principal área de reclutamiento para el ejército romano, de tal manera que se preparó para invadirlas con su ejército y no dudó en negociar con Alarico —quien había invadido Italia cinco años antes— para que participase con sus tropas en la campaña. Este aceptó la alianza y se trasladó al Epiro para esperar al ejército romano y atacar juntos al Imperio oriental.
Ante la situación que se le presentaba —amenaza de invasión de la Galia, rebelión del ejército en Britania y la campaña en marcha para invadir el Imperio oriental— Estilicón tomó, entonces, una decisión que se considera como el mayor error estratégico de su carrera. No interrumpió sus planes ni envió al ejército italiano a la Galia sino que confió en que la actuación de los aliados francos fuese suficiente para detener a la coalición bárbara mientras que ordenó al magister equitum per Gallias que el principal grupo del ejército allí —los comitatenses— se trasladase al norte, cerca del canal de la Mancha, para hacer frente a las tropas britanas, si estas decidían cruzar, o para pasar ellos mismos a la isla en primavera y sofocar la rebelión.
La coalición bárbara, que estaba establecida firmemente junto a la frontera desde su victoria contra los francos, vio como al finalizar el otoño su situación se tornaba muy difícil por la falta de provisiones para pasar el invierno, además de la perspectiva de ser objeto de nuevos ataques cuando llegase la primavera. En esta situación y con el principal grupo del ejército romano destinado lejos del Rin para ocuparse de otro enemigo, tomaron la decisión de atravesar sorpresivamente el río la última noche de ese año 406 y arrollaron fácilmente al ejército fronterizo romano para iniciar una exitosa invasión y saqueo de la Galia.

## Ascenso de Constantino

### Proclamación y paso a la Galia

Facciones durante la guerra civil romana (406-411). Zonas de control entre la primavera de 407 y primavera de 408:
Honorio
Constantino de Britania
Invasores del Rin
Constantino de Britania cruzó con sus tropas al continente donde se le unieron las de la Galia. Consiguió recuperar el área fronteriza junto al Rin y continuó por el valle del Ródano hacia Arlés. Las fuerzas de Honorio le hicieron frente, sin éxito, en Valentia.

A pesar de los meses de preparativos, Graciano no acabó de culminar el paso a la Galia y cuando el periodo invernal llegaba a su fin y la navegación se hacía más segura, fue asesinado por sus propios hombres quienes, en su lugar, proclamaron a un soldado raso llamado Constantino. Parece ser que su nombre —igual que Constantino el Grande quien, también, había sido proclamado emperador en Britania un siglo antes— fue determinante para su elección. A diferencia de sus dos predecesores, pronto dejó clara su intención de que sus aspiraciones de poder no se limitaban a la isla. Se propuso crear una nueva dinastía que recordase a la constantiniana más ligada a la parte occidental del imperio que la teodosiana —ahora en el poder— y para ello cambió el nombre de sus hijos para quienes eligió los de Constante y Juliano, tal y como se habían llamado destacados sucesores de Constantino. También nombró a dos generales para que le ayudasen: Justiniano y Nebiogastes a la vez que envió una embajada a Honorio donde le comunicó que había asumido el cargo contra su voluntad y le pidió ser reconocido para compartir el gobierno del Imperio occidental como co-gobernantes.
Sin esperar respuesta, tomó casi todo el ejército que había en la isla y cruzó, exitosamente, el canal de La Mancha con sus tropas a principios de marzo de 407. Desembarcaron en la actual Boulogne-sur-Mer y los planes del gobierno de Honorio se vinieron abajo porque los comitatenses de la Galia se negaron a enfrentarse a ellas, asesinaron al magister equitum per Gallias que las dirigía —Flavio Gaudencio— y se sumaron a las de Britania. El resto de las tropas romanas y buena parte de la aristocracia galorromana tomaron el mismo partido y se unieron, también, al usurpador al verlo como la única opción de hacer frente a los invasores. Constantino no les defraudó: consiguió restablecer la frontera del Rin, derrotó a un grupo de ellos en la provincia de  Germania Primera, liberó las ciudades del noreste que habían caído en manos de los invasores —incluyendo las principales de Reims y Augusta Treverorum (Tréveris)— y se abrió paso por el valle del Ródano hacia el sur mientras que se declaraba a sí mismo como restitutor rei publicae.

### Segunda campaña del gobierno imperial contra Constantino
El gobierno de Honorio no aceptó la petición de reconocimiento que le hizo Constantino sino que priorizó acabar con él antes que con los invasores de la Galia. Estilición canceló, finalmente, la prevista invasión del Imperio oriental y destinó al godo Saro al frente de unos 10 000 hombres para que se enfrentase al usurpador. Este cruzó los Alpes y se dirigió al valle del Ródano donde se enfrentó a una avanzadilla de las tropas rebeldes dirigidas por Justiniano. Consiguió derrotarlas y acabar con la mayoría del contingente, incluido su general que murió durante el combate, aunque tuvo que sufrir graves pérdidas que le imposibilitaron continuar con eficacia su campaña.
Constantino, quién llegaba detrás junto a Nebiogastes y con otra parte del ejército, decidió no enfrentarse a Saro y se hizo fuerte en Valentia (Valence), situada a la orilla del río donde, enseguida, fue sitiado por las tropas imperiales. Durante el asedio se intentó llegar a un acuerdo y Nebiogastes tuvo un encuentro con Saro fuera de la ciudad pero en él fue traicionado y el godo lo hizo asesinar. Quizá pensó que, una vez eliminados los dos principales generales, las tropas abandonarían a Constantino quien, meramente, era un soldado raso cuando fue proclamado emperador. No sucedió así, porque el resto del ejército rebelde dirigido por Geroncio y Edobico marchó hacia Valentia dispuestos a liberarla. Saro, al ver su estrategia fallida y ante el riesgo de quedar atrapado sin tropas suficientes, abandonó el asedio y a finales del verano de 407 se retiró a Italia. La debilidad de sus fuerzas hizo que no pudiese hacer frente a unos grupos de bagaudas que le cerraron el paso de la montaña y que tuviese que acordar con ellos la entrega de todo su botín a cambio de que les dejasen cruzar.

### Constantino establece su gobierno en Arlés

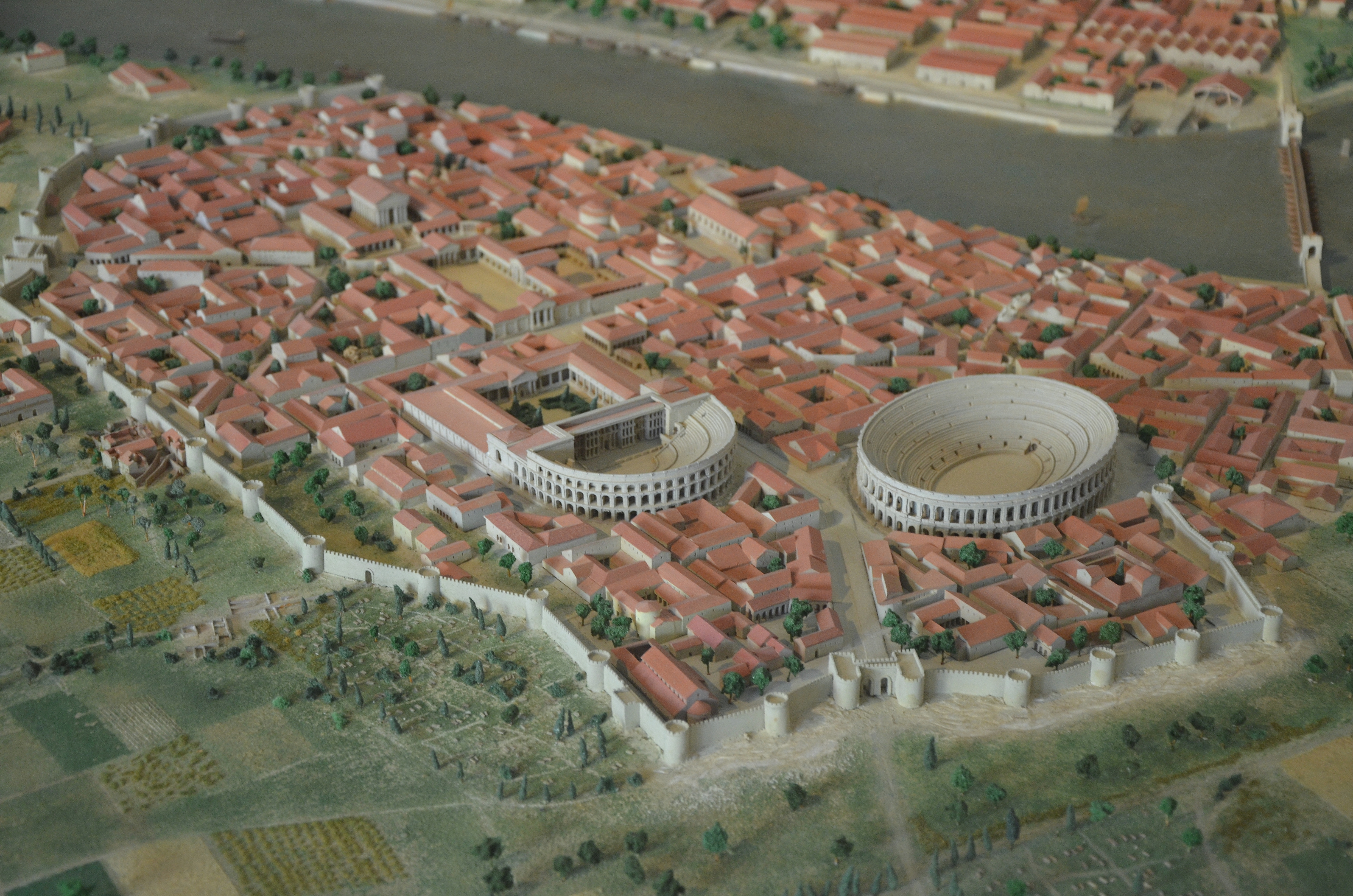
Maqueta de la ciudad romana de Arelate (Arlés). Era la capital de la prefectura del pretorio de las Galias y Constantino estableció allí su gobierno y cuartel general.

Ante el fracaso de la expedición, el gobierno imperial buscó mantener en lo posible algún tipo de control en la Galia. Nombró a Cariobaudes como magister equitum per Gallias y lo envió a Arlés —que, para entonces, era la capital de la prefectura del pretorio de las Galias— donde se habían refugiado los integrantes de la Administración imperial que se habían mantenido fieles a Honorio. Su misión era aglutinar a las pocas tropas leales que pudiesen quedar e intentar que parte de las rebeldes abandonasen a Constantino. Volvió a fracasar ya que Cariobaudes no consiguió reunir los suficientes efectivos para poder resistir y a finales de 407 o inicios de 408 tuvo que abandonar la ciudad junto al resto de partidarios de Honorio y huir a Italia.
Para la primavera de 408, Constantino ya había conseguido tomar Arlés donde estableció su capital. Nombró a Apolinario como prefecto del pretorio y a Rústico como magister officiorum. Consideró prioritario consolidar su posición frente a Honorio y conseguir el control de la diócesis de Hispania por lo que dejó a un lado la lucha contra los invasores bárbaros y adoptó la política de llegar a acuerdos de paz. Mediante ellos, aceptó que se instalasen en el oeste y noroeste de la Galia donde sus necesidades serían atendidas por los municipios. Sin oposición, entonces, dentro de la diócesis por parte del gobierno imperial, fortificó los pasos alpinos para defenderse de otro posible ataque de Honorio y puso su atención en las provincias hispanas donde, todavía, no había conseguido hacerse con su control.

### Control de Hispania

Facciones durante la guerra civil romana (406-411). Zonas de control entre la primavera de 408 y verano de 409:
Honorio
Constantino de Britania
Invasores del Rin
Visigodos
El control de Hispania por Constantino se vio dificultado por varios parientes de Honorio que le hicieron frente pero que fueron derrotados finalmente. Las tropas imperiales, por su parte, se amotinaron en Ticinum lo que frustró la nueva campaña del gobierno de Rávena contra el usurpador.

Mientras avanzaba en la Galia durante 407, Constantino había enviado a varios hombres de confianza a Hispania quienes pudieron convencer a las cúpulas administrativa y militar de su parte europea para que abandonasen a Honorio y se uniesen a la rebelión aunque aquellas situadas en Mauritania Tingitana permanecieron fieles a Honorio. Sin embargo, ante el colapso del control imperial en la península, varios parientes de Honorio —Dídimo, Veriniano, Teodosiolo y Lagodio— consiguieron organizar una resistencia. Pudieron formar un ejército con algunas unidades regulares y milicias privadas formadas por sus campesinos, esclavos y clientes de tal manera que, con él, se hicieron fuertes en Lusitania, provincia donde se situaba la capital Emérita Augusta. Allí se enfrentaron con éxito —a inicios de 408— a un primer contingente que envió el usurpador contra ellos y pudieron avanzar por la península, sin oposición, hasta llegar cerca de los Pirineos.
Constantino vio, entonces, su posición amenazada en un doble frente: desde Italia, por Honorio, y desde Hispania por los parientes de este. Como el gobierno de Rávena estaba ocupado entonces en aplacar a Alarico —que exigía una compensación por la cancelación de la campaña contra el Imperio oriental—, decidió concentrarse en el frente hispano y actuó de manera más concienzuda. A mediados de ese año 408 elevó al cargo de césar a su hijo Constante y lo envió con Geroncio, Apolinario y Rústico, acompañados de más tropas, a la península. Se volvieron a enfrentar a los parientes de Honorio y esta vez, los derrotaron con claridad. Aunque Dídimo y Veriniano cayeron prisioneros, Lagodio y Teodosiolo pudieron escapar para refugiarse en Rávena y Constantinopla, respectivamente.  Constante dejó que sus tropas saqueasen a conciencia los campi Pallentini y sustituyó las unidades que, tradicionalmente, vigilaban los pasos pirenaicos por unos contingentes de sus propios hombres denominados honoriaci.
Eliminada la resistencia dentro de la diócesis se estableció, entonces, la capital en Cesaraugusta donde se instalaron Geroncio, los altos funcionarios y la esposa de Constante quien, por su parte, volvió a Arlés para unirse a su padre ese mismo año 408 y darle cuenta de la situación en Hispania. Con él llevó a Dídimo y Veriniano quienes fueron ejecutados nada más llegar.

### Cancelación de la tercera campaña imperial contra Constantino
Tras el fracaso de la campaña dirigida por Saro en 407 el gobierno imperial decidió organizar una nueva para el siguiente año y desde inicios de 408, comenzó a concentrar unidades en Ticinum (Pavía). Como refuerzo, también, se acordó incorporar a Alarico y sus godos que habían quedado sin objetivo tras suspenderse la campaña contra oriente y que, ahora, exigían una compensación por su movilización.
Un suceso alteró, sin embargo, el curso de los acontecimientos: la muerte de Arcadio el 1 de mayo. El gobierno occidental se encontraba, entonces, dividido en dos facciones: una que seguía a Estilicón en su objetivo de recuperar el Ilírico oriental y el uso de las tropas de Alarico y otra que priorizaba el entendimiento con la otra mitad del imperio y rechazaba la incorporación de bárbaros al ejército. El general romano propuso viajar él a Constantinopla con un pequeño contingente de tropas para supervisar la sucesión de Arcadio mientras que el mando de la campaña contra Constantino se entregaría a Alarico y Honorio lo acompañaría para que su presencia animase a las tropas del usurpador a abandonarle y volver a la lealtad hacia el gobierno imperial. La facción anti-bárbara del gobierno aprovechó el descontento creciente dentro de las tropas reunidas en Pavía por su misión de dirigirse a la Galia y tras extender el rumor de que el objetivo encubierto de Estilicón al viajar a oriente era poner a su hijo Euquerio como emperador, consiguió que —el 13 de agosto— estallase un motín en toda regla donde fueron asesinados los mandos militares y civiles partidarios de Estilicón. Olimpio pudo, entonces, convencer al emperador para aprobar la ejecución del general lo que se llevó a cabo pocos días después: el 22 de ese mismo mes.

### Acuerdo de paz y reconocimiento imperial
El gobierno de Rávena quedó sumido en el caos tras la ejecución de Estilicón mientras que Olimpio surgió como el nuevo hombre fuerte dentro de él. Emprendió una purga de los seguidores del general y puso al frente del ejército a Varanes, Turpilio y Vigilancio mientras que el triunfo del partido anti-bárbaro llevó a pogromos contra los familiares de los soldados de ese origen que servían en el ejército. Estos desertaron en masa y se unieron a Alarico quien, de nuevo, veía como el Imperio cancelaba la alianza con él por lo que ahora, al frente de un ejército más poderoso, exigió mayores compensaciones al gobierno de Rávena. No hubo acuerdo posible y se abrió un nuevo frente militar porque los visigodos invadieron Italia y para noviembre, ya habían conseguido poner la ciudad de Roma bajo asedio.
Constantino aprovechó, entonces, la oportunidad y envió una embajada a Rávena para buscar el reconocimiento oficial y ofrecer una alianza. Honorio, quien todavía no tenía conocimiento de la ejecución de sus familiares, no tuvo más opción que aceptarlo como cogobernante para evitar una guerra en dos frentes y en enero de 409, le nombró cónsul honorario para compartir el cargo con Teodosio II y el propio Honorio. Con los invasores de la Galia pacificados, Hispania controlada y reconocido por el gobierno de Rávena, los primeros meses de ese año significaron para Constantino la cumbre de su poder.

## Declive de Constantino

### Pérdida de Britania y partes de la Galia

Facciones durante la guerra civil romana (406-411). Zonas de control entre el verano de 409 y el de 410:
Honorio
Constantino de Britania
Geroncio y Máximo
Britanorromanos
Bagaudas
Invasores del Rin
Visigodos
El declive de Constantino se hizo imparable a partir del verano de 409. Perdió Britania, parte de la Galia e Hispania, mientras que Geroncio se rebeló contra él. Un último intento de acabar con Honorio en 410 fracasó al morir Alóbico.

El año del consulado marcó, también, el inicio del declive de Constantino ya que, a partir de entonces, comenzó a perder el control de su territorio.
Tras su partida hacia el continente, Britania había quedado sin tropas regulares suficientes para defender la isla lo que fue aprovechado por los sajones para navegar hasta allí desde finales de 408 y saquear, e incluso tomar, un buen número de sus poblaciones. Los funcionarios que nombró para administrar la diócesis no fueron capaces de hacerles frente y los habitantes los expulsaron de sus puestos de tal manera que desapareció la Administración imperial en los niveles de diócesis y provincia, y cada civitas se convirtió en una unidad autónoma. Estas pidieron ayuda al gobierno de Honorio en verano/otoño de 410 quien, por su parte, nada pudo hacer por ellas salvo convalidar su actuación, enviarles algo de dinero y animarles a que actuasen ellos mismos. Abandonados por los dos gobiernos, sus habitantes comenzaron a organizarse por su cuenta y formaron milicias que, junto a las tropas regulares que habían permanecido en la isla, consiguieron expulsar a los sajones.
En la Galia, también el poder de Constantino comenzó a diluirse. En virtud de los acuerdos de 408 con los invasores del Rin, estos habían quedado asentados en el oeste y noroeste de la diócesis y los habitantes de estas zonas debían suministrarles alimentos y lo que necesitasen. Como además, tenían que seguir pagando los impuestos al gobierno de Constantino se creó un ambiente de rebelión que llevó a la aparición de grupos de autodefensa. Estos consiguieron ser un grave problema para los bárbaros asentados en esas regiones y fue una de las causas por las que decidieron abandonar la Galia y pasar a Hispania. La amplitud de este movimiento llevó, también, a la expulsión —en verano de 410— de los funcionarios seguidores de Constantino y a que este perdiese el control de gran parte de la diócesis.

### Pérdida de Hispania y rebelión de Geroncio

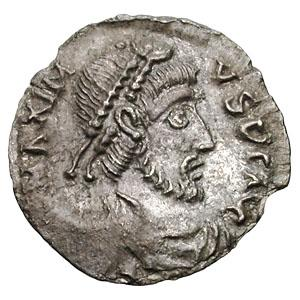
Siliqua con la imagen de Máximo de Hispania nombrado emperador por Geroncio.

Los alanos, suevos y vándalos, por su parte, tomaron la decisión de pasar a Hispania porque el ambiente hostil surgido donde estaban asentados y un previsible ataque de Constantino —ahora en paz con el gobierno de Rávena— hacían que sus perspectivas en la Galia no fuesen halagüeñas mientras que la península, con menos presencia militar romana, presentaba un objetivo fácil de saqueo. Cruzaron los pasos pirenaicos sin oposición en otoño de 409 para invernar en el área de Pompaelo y lanzarse al saqueo y conquista de Gallaecia, Baetica y Cartaginense el siguiente 410 sin que el ejército de Constantino les hiciese frente.
La falta de respuesta de sus tropas en Hispania frente a la coalición bárbara llevó a Constantino a reorganizar la cúpula de su gobierno: sustituyó a Apolinario por Rústico como prefecto de la Galia, elevó a su hijo al cargo de augusto, nombró a Justo como magister militum y envió a ambos —en la primavera de 410— a Hispania con la misión de reemplazar a Geroncio y hacer frente a los invasores.  Este no estaba dispuesto a aceptar su cese y se dispuso a hacer frente al ejército enviado por su jefe. Para aumentar sus efectivos, buscó la ayuda de algunos contingentes de los invasores y para ello, elevó al cargo de augusto a un subordinado suyo llamado Máximo con el fin de presentar una legitimidad imperial que animase a los bárbaros a unirse a él. Además, tuvo que pactar una coexistencia pacífica con ellos que le permitió recaudar impuestos extraordinarios dentro de los territorios ocupados para financiar su lucha contra Constante y su padre. Con su retaguardia asegurada y con los refuerzos bárbaros, actuó rápidamente y trasladó su capital de Cesaraugusta a Tarraco desde donde se dirigió al encuentro del ejército enviado por Constantino. Los derrotó, claramente, en algún punto de la Vía Domitia y Constante tuvo que huir con el resto de sus tropas a Arlés para unirse a su padre quién, también, volvía fracasado de Italia.

### Intento de intervención en Italia
Para finales de 409, tanto la situación de Constancio como la de Honorio se habían deteriorado gravemente. El gobierno de Rávena se enfrentaba, ahora, a otro usurpador —Prisco Átalo— apoyado en Roma por Alarico tras su segundo asedio de la ciudad mientras que el gobierno de Arlés perdía el control del noroeste de la Galia y de la diócesis britana a la vez que peligraba el de Hispania tras la irrupción de la coalición bárbara en ella. Cuando pasó el invierno y comenzó la primavera de 410 la situación no hizo sino empeorar para ambos: Alarico y Prisco Átalo se dirigieron con su ejército hacia Rávena para asediarla y acabar con Honorio quien sufrió, también, la deserción de su magister peditum —Valente— y de su prefecto del pretorio —Jovio— que se unieron al nuevo usurpador.  Como, además, peligraba el control de África, Honorio llegó a preparar su huida a Constantinopla. Constantino, por su parte, vio como se consolidaron las rebeliones en Galia y Britania, la coalición bárbara saqueaba Hispania mientras que Geroncio se rebelaba abiertamente contra él.
En esta situación crítica, Constantino decidió que su mejor estrategia era un golpe de mano para acabar con su oponente quien, también, pasaba por su peor momento. Mientras que su hijo Constante marchaba a Hispania para enfrentarse a Geroncio, él se dirigió con los restos de su ejército hacia Italia para ofrecer su ayuda militar aunque con la intención real de deponer a Honorio con la ayuda de Alóbico el magister equitum de este quien, en secreto, estaba en comunicación con él. Se acuarteló en la llanura padana y envió una embajada a Rávena pero el gobierno allí rechazó su oferta porque sospechaba de sus intenciones reales, además estaba al tanto de la debilidad de su oponente debido a las rebeliones dentro de su territorio y era consciente de la poca ayuda militar que podría esperar de él debido a sus reducidas tropas. Al mismo tiempo, la situación de Honorio mejoró ostensiblemente porque Heracliano tuvo éxito en la defensa de África, la traición de Alobico fue descubierta y él ejecutado, llegaron a Rávena tropas orientales que reforzaron su defensa e hicieron que Alarico abandonase el asedio y se dedicase a someter las ciudades importantes de la llanura padana.  Con su cómplice muerto y con el ejército visigodo cerca, Constantino decidió retirarse a Arlés donde se reunió con su hijo que llegaba derrotado de Hispania.

### Geroncio invade la Galia
Tras los fracasos de las expediciones a Italia e Hispania y la pérdida de territorios, Constantino y su hijo se encontraban en una situación crítica a finales de 410. Sus tropas se habían reducido mucho desde sus primeros momentos en la Galia hacía casi dos años y decidieron buscar refuerzos en el norte. A Constante y Rústico se les encargó la misión de traer a las unidades limitanei que todavía permanecían en las fronteras mientras que a Edobico se le encomendó reclutar a unidades bárbaras más allá del Rin.
Cuando se inició el año 411 Geroncio, por su parte, quiso aprovechar la débil situación de Constantino e invadió la Galia. Su primer objetivo fue evitar que Constante consiguiese llegar al norte para movilizar a las unidades fronterizas y para ello, se dirigió hacia el valle del Ródano para interceptarlo. Este optó por refugiarse en Vienne donde fue sitiado por el ejército de Geroncio. Poco pudo resistir porque, en unas semanas, la ciudad fue tomada y Constante ejecutado. Geroncio se dirigió, entonces, hacia el sur para enfrentarse a Constantino quien, con sus escasas tropas, nada pudo hacer salvo encerrarse en Arlés y resistir el asedio de su antiguo subordinado a la espera de que Edobico llegase con refuerzos desde el Rin.

## Campaña de Flavio Constancio contra Constantino y Geroncio

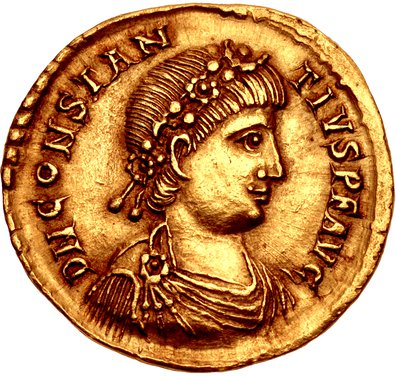
Sólido con la imagen de Flavio Constancio quién consiguió ganar la guerra civil para Honorio.

Para cuando Geroncio inició el sitio de Arlés en la primavera de 411, dentro del gobierno de Honorio se había realizado una profunda reorganización tras el saqueo de Roma el anterior año de 410. Se puso en manos de Flavio Constancio —un antiguo compañero de Estilicón superviviente de las purgas tras su asesinato— quien hizo ejecutar a Olimpio y dejó de lado a Jovio. Pudo reorganizar los restos del ejército italiano y aprovechó que Alarico había muerto y los visigodos estaban en el sur de la península para enfrentarse a los usurpadores.
Cruzó los pasos alpinos sin oposición en primavera y marchó sobre la sitiada Arlés. La mayor parte de las tropas de Geroncio lo abandonaron, entonces, y se pasaron a las del gobierno de Rávena. Este huyó a Hispania con las restantes pero, tras su llegada a Tarraco, se le volvieron en contra y lo cercaron en su domicilio. Sin escapatoria posible, mató a su esposa y sus sirvientes para suicidarse a continuación. Su protegido Máximo consiguió escapar y huyó para refugiarse entre los invasores bárbaros.

Facciones durante la guerra civil romana (406-411). Zonas de control entre el otoño de 410 y el de 411:
Honorio
Constantino de Britania
Geroncio y Máximo
Britanorromanos
Bagaudas
Invasores del Rin
Visigodos
Geroncio invadió la Galia para acabar con Constantino de Britania con inicial éxito pero el ejército imperial al mando de Flavio Constancio derrotó a ambos y puso fin a la guerra civil con victoria para Honorio.

Flavio Constancio mantuvo el asedio de Arlés donde Constantino resistía a la espera de Edobico. Las esperanzas del usurpador se vieron frustradas cuando Ulfilas se dirigió al norte con parte del ejército imperial para interceptarlos. El encuentro tuvo que tener lugar en algún punto cercano al Ródano y en él las tropas de Honorio obtuvieron una completa victoria. Edobico consiguió huir y refugiarse con Ecdicio —un terrateniente amigo suyo— aunque fue traicionado por este y asesinado. Con el ejército imperial otra vez reunido en el asedio, las esperanzas de resistir eran nulas para Constantino por lo que se rindió en septiembre bajo la promesa que se respetaría su vida. Fue hecho prisionero y enviado a Rávena junto a su hijo Juliano pero ambos fueron ejecutados en el camino —junto al río Minicio— y sus cabezas exhibidas en una pica por la ciudad el 18 de octubre para, posteriormente, ser enviadas a Cartagena donde también fueron mostradas a la población.

## Consecuencias de la guerra y acontecimientos posteriores
Las consecuencias de esta guerra civil fueron catastróficas para el Imperio occidental ya que no pudo hacer frente de manera adecuada a las dos grandes invasiones que sufrió a partir de 407: la del Rin en la Galia y la de Alarico en Italia. El desplazamiento de las tropas galas al canal de la Mancha en otoño de 406 impidió una respuesta eficaz al cruce del Rin por los invasores que les permitió atravesar la frontera fácilmente y desperdigarse por la Galia. El ejército italiano, por su parte, sin el apoyo del galo, no tuvo medios suficientes para enfrentarse a Alarico en 408 tal y como había hecho en su anterior invasión entre 401 y 403. Ambos bandos priorizaron a menudo la lucha entre ellos frente a los invasores de tal manera que Constantino dejó de lado a los invasores del Rin cuando tuvo que enviar sus tropas a Hispania para acabar con los parientes de Honorio mientras que el gobierno de Rávena evitó emplear todos sus recursos contra los visigodos para poder cubrirse, así, de una posible invasión de Constantino. Territorialmente, el imperio perdió la diócesis de Britania de manera definitiva y militarmente, supuso una gran sangría de efectivos para su ejército. Las fuentes clásicas refieren batallas campales entre ambos bandos en Valentia; Lusitania; Palencia; Vía Domitia y el Ródano mientras que, durante ese periodo, solo dejan constancia de dos grandes batallas contra los invasores: Germania prima contra los que entraron por el Rin y Vía Flaminia contra los visigodos. Cuando Flavio Constancio capturó a Constantino y reunió bajo su mando a todo el ejército imperial, los efectivos tuvieron que haberse reducido mucho porque ya no se enfrentó directamente contra los invasores. Frente a los visigodos utilizó tácticas de desgaste con el objetivo de que la falta de suministros les obligase a firmar un acuerdo de paz mientras que contra los del Rin —que controlaban Hispania— tuvo que emplear a los propios visigodos.
La captura de Constantino de Britania no condujo, tampoco, a la normalidad en la Galia porque buena parte de su clase dirigente no aceptó la vuelta al control de Rávena y además, temían represalias por su apoyo a Constantino. De esta manera y tras unos meses, estalló la rebelión de Jovino en Mogontiacum quien se tuvo que apoyar militarmente en alanos y burgundios ante la escasez de efectivos romanos que habían quedado junto a la frontera del Rin. Cuando se produjo esta nueva usurpación, Flavio Constancio ya había regresado con el ejército a Italia para protegerla debido a que los visigodos marcharon hacia el norte y no pudo hacerle frente.